# Tiramavia
Tiramavia was een Moldavische luchtvrachtmaatschappij met haar thuisbasis in Chisinau. Het vloog vracht in Europa en Afrika.

## Geschiedenis
Tiramavia werd opgericht op 21 september 1998 als Mikma. In datzelfde jaar werd de naam gewijzigd in Tiramavia. In 2007 kwam Tiramavia in de problemen wegens onderzoek naar veiligheidsovertredingen bij de luchtvrachtmaatschappij door het veiligheidscomité van de Europese Unie. Op 21 juni 2007 werd de licentie voor de luchtvrachtmaatschappij ingetrokken en daarmee kwam er een eind aan Tiramavia.

## Vloot
De vloot van Tiramavia bestond in maart 2007 uit:
- 1 Iljoesjin IL-76MD
- 2 Iljoesjin IL-76T
- 1 Iljoesjin IL-76TD
- 1 Antonov AN-12BP
- 2 Antonov AN-12V